# Sue Birtwistle
Sue Elizabeth Birtwistle (* 1945 in Northwich, Cheshire, England) ist eine britische Fernsehproduzentin.

## Leben
Sue Birtwistle wurde als Tochter eines Bahnarbeiters in der englischen Grafschaft Cheshire geboren. Nachdem sie Drama und Englisch am Coventry College of Education studiert hatte, arbeitete sie als Theaterleiterin von 1970 bis 1972 am Royal Lyceum Theatre und von 1973 bis 1978 am Nottingham Playhouse Roundabout. Anfang der 1980er wechselte sie zum Fernsehen, wo sie fortan mehrere Fernsehfilme und Serien produzierte.
1986 beschloss sie zusammen mit dem Drehbuchautor Andrew Davies, Jane Austens berühmten Roman Stolz und Vorurteil für das Fernsehen zu adaptieren. 1993 kam die Produktion mit Hilfe der BBC ins Rollen und es entstand die sechsteilige Fernsehverfilmung (1995) mit Jennifer Ehle und Colin Firth in den Hauptrollen. Sowohl in Großbritannien als auch in den Vereinigten Staaten war der Mehrteiler ein Straßenfeger. Als Produzentin war es Birtwistle, die den damals noch eher unbekannten britischen Schauspieler Colin Firth überzeugte, die Rolle des Mr. Darcy anzunehmen. Beide hatten bereits 1987 für den Fernsehfilm Dutch Girls zusammengearbeitet und Birtwistle war sich sicher, dass Firth die ideale Besetzung für Darcy wäre. Dank dieser Rolle stieg Firth zum Star auf. Für Stolz und Vorurteil wurde Birtwistle für den BAFTA TV Award und den Emmy nominiert. 1996 produzierte Birtwistle mit Emma eine weitere Adaption eines Austen-Romans für das Fernsehen, in der Kate Beckinsale die Titelrolle spielte. Für Stolz und Vorurteil und Emma schrieb Birtwistle die Begleitbücher The Making of Pride and Prejudice (1995) und The Making of Jane Austen’s Emma (1996). Von 2007 bis 2009 war sie auch für die Produktion der von ihr konzipierten Fernsehserie Cranford zuständig.
1969 lernte Birtwistle in Edinburgh den britischen Theater- und Filmregisseur Richard Eyre kennen, den sie 1973 heiratete und mit dem sie eine Tochter (* 1975) hat. Gemeinsam leben sie in London und Gloucestershire.

## Filmografie (Auswahl)
- 1982: Oi for England (TV-Film)
- 1982–1983: Educating Marmalade (TV-Serie, elf Folgen)
- 1985: Dutch Girls (TV-Film)
- 1986: Screen Two (TV-Serie, eine Folge)
- 1987: V. (TV-Film)
- 1989: Scoop (TV-Film)
- 1993: Anna Lee: Headcase (TV-Film)
- 1995: Stolz und Vorurteil (Pride and Prejudice) (TV-Mehrteiler)
- 1996: Emma (TV-Film)
- 1999: Wives and Daughters (TV-Serie, eine Folge)
- 2001: Armadillo (TV-Serie, zwei Folgen)
- 2007–2009: Cranford (TV-Serie, zwei Folgen)

## Auszeichnungen

### BAFTA TV Award
Nominiert:
- 1983: Educating Marmalade (zusammen mit Colin Bucksey und John Stroud)
- 1996: Stolz und Vorurteil (zusammen mit Simon Langton und Andrew Davies)
- 2000: Wives and Daughters (zusammen mit Nicholas Renton und Andrew Davies)
- 2008: Cranford (zusammen mit Simon Curtis und Heidi Thomas)

Gewonnen:
- 1987: Screen Two (Folge: Hotel du Lac) (zusammen mit Giles Foster)

### Weitere
- 1996: Nominierung für den Emmy zusammen mit Michael Wearing für Stolz und Vorurteil
- 2008: Banff Rockie Award beim Banff World Media Festival zusammen mit Heidi Thomas und Simon Curtis für Cranford
- 2008: Nominierung für den Emmy zusammen mit Kate Harwood und Rebecca Eaton für Cranford
- 2010: Nominierung für den Emmy zusammen mit Kate Harwood für Cranford